# Michel Goudchaux
Cet article possède un paronyme, voir Godchaux.
Michel Goudchaux, né à Nancy le 18 mars 1797 et mort à Paris le 27 décembre 1862, est un banquier et homme politique français, ministre de la Seconde République.

## Biographie
Michel Goudchaux naît à Nancy le 18 mars 1797, dans une famille juive. Fils du banquier Gerson Jacob Goudchaux (1768-1818) et de sa femme Minette Mindle née Berr de Turique, fille de Berr Isaac Berr de Turique. Il sera marié à Zélie Lippman-Nathan (avec qui il aura un fils, Georges, et deux filles, Jeanne, épouse d'Adrien Levylier, et Marie, épouse d'Elie (II) Lazard), puis à Eugénie Mass et Thérese Worms.
Il est president du Consistoire israélite de Paris (1827-1832). Banquier de profession, il est nommé payeur aux armées, à Strasbourg, de 1832 à 1834. Il entre dans l'opposition à la monarchie de Juillet et devient le spécialiste financier du journal d'opposition Le National. Après la révolution de février 1848, il est nommé ministre des finances du gouvernement provisoire, afin d'inspirer confiance aux financiers, dont son ami le baron James de Rothschild, grand souscripteur des emprunts d'État. Il quitte le ministère dès le 5 mars de la même année, en raison de son désaccord sur la suppression de l'impôt sur le sel et sur le timbre qui a été décidée sans qu'il en soit averti.
En avril 1848, Goudchaux est élu, par le département de la Seine, député à l'Assemblée nationale. Il vote avec les républicains modérés. Le 28 juin 1848, il redevient ministre des Finances dans le gouvernement du général Cavaignac. Il propose l'impôt progressif sur les successions, l'application de la taxe sur le capital des créances hypothécaires, mais il se heurte à l'opposition de l'Assemblée, en particulier celle d'Adolphe Thiers qui fait partie de la commission des finances. Il maintient pourtant fermement la perception de l'impôt des 45 centimes, si impopulaire dans les campagnes, et enterre le projet de nationalisation des chemins de fer qui avait été envisagé par le gouvernement provisoire. Il prend une part active à la réforme postale qui instaure un tarif unique pour les lettres circulant en France et à la création du timbre-poste. En octobre 1848, il est victime du remaniement ministériel dû à la préparation de l'élection présidentielle de 1848 initiée par son collègue de l'Intérieur, qui est contestée par la majorité de l'assemblée. Il ne fait pas partie du nouveau gouvernement, et n'est pas élu, en mai 1849, à l'Assemblée législative.
Après le coup d'État de Louis-Napoléon, il s'occupe d'organiser un secours financier au profit des proscrits républicains, souvent réduits à la misère. La police impériale l'arrêtera brièvement en 1854.
En 1857, il est élu comme candidat de l'opposition au Second Empire par les Parisiens, mais il refuse de prêter le serment de fidélité et ne peut donc pas siéger. Michel Goudchaux décéda à Paris le 27 décembre 1862.
Il est inhumé le 28 décembre 1862 dans la partie israélite du cimetière de Montmartre.